# Caritat Serinyana i Rubiés
Caritat Serinyana i Rubiés (Cadaqués, 7 de setembre de 1869 - íd. gener de 1915) va ser una mecenes catalana que dona nom a una escola –esdevinguda després Institut Escola– i a una avinguda de Cadaqués.
Filla de Josep Serinyana i Trèmols i Octàvia Rubies i Verdaguer, procedia de la família Serinyana, uns dels llinatges de gent de mar i comerciants –pilots, armadors, capitans, mercaders– dels més destacats de Cadaqués. El 1898 va participar en el concert benèfic de l'Orfeó Català en benefici dels damnificats per les inundacions de l'Empordà.

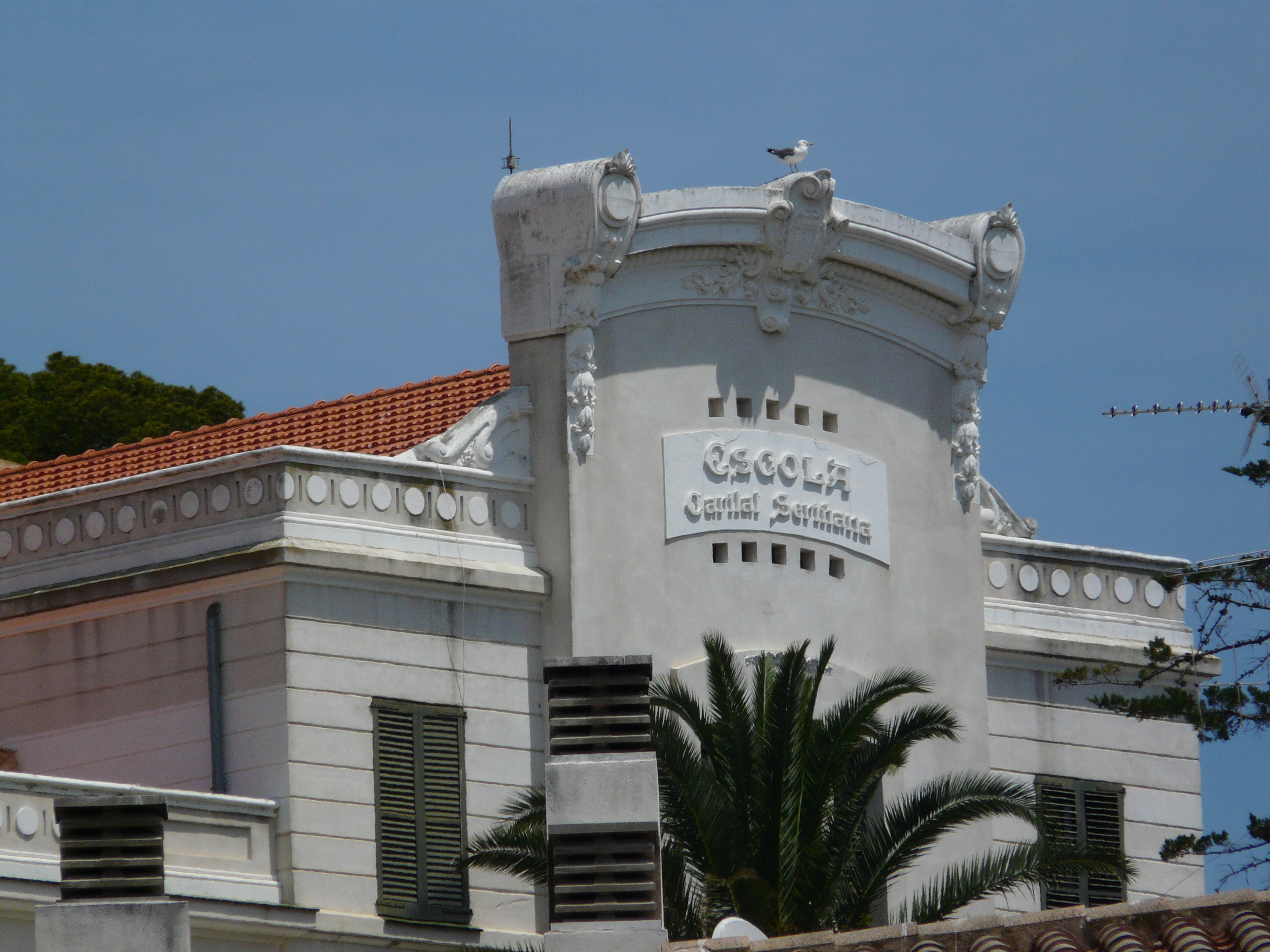
Escola que porta el nom de Caritat Serinyana, a Cadaqués

Va estar casada amb l'economista, polític i senador Frederic Rahola i Trèmols que, en morir ella amb quaranta-cinc anys, volgué acomplir la seva voluntat d'edificar una escola per a nenes que portés el seu nom, i n'encarregà la construcció. La descripció tècnica en diu: Edifici constituït per dos cossos simètrics i amb una torre central. Presenten planta baixa i coberta plana, i cinc finestres verticals agrupades formant un arc rebaixat. La torre central també té planta baixa i pis, repetint el motiu de les finestres dels cossos laterals. Al capdamunt hi corona una cornisa amb un escut esculpit. L'Escola de nenes amb el nom de Caritat Serinyana es va inaugurar el 1917 a la zona anomenada del Sol de l’Engirol. Aquesta escola municipal va ser ampliada els anys vuitanta i encara després entre els anys 2006-2007.
Josep Pla l'esmenta en parlar del seu marit, a qui defineix com el nom "de més pes i de més eficàcia" de Cadaqués perquè "va trencar amb els segles d'isolament" de la vila impulsant la carretera, el telèfon, el telègraf, el correu diari, la llum elèctrica "i l'escola de noies que porta el nom de la que fou la seva esposa, la senyora Caritat Serinyana", i que havia expressat com a voluntat seva construir.
També dona nom a un carrer de Cadaqués des que ho va decidir l'ajuntament de la població, l'abril del 1927, que abans portava el nom de l'expresident americà Woodrow Wilson.